# A Dominikai Közösség hívójelkörzetei
A Dominikai Közösség jelenleg (2024) nincs felosztva hívójelkörzetekre.
A Dominikai Közösség számára az ITU a J7 hívójelprefixet határozta meg.
| Prefix | Körzet | Hely/jelleg                                                           | ITU zóna | CQ zóna | 1 szintű QTH lokátor |
| ------ | ------ | --------------------------------------------------------------------- | -------- | ------- | -------------------- |
| VP     | 2D     | Kivezetve, az Egyesült Királyságtól való gyarmati függés megszűntével | 11       | 8       | FK                   |
| J7     | [0..9] | Dominikai Közösség                                                    | 11       | 8       | FK                   |

## Lajstromjel
Vízi és légi járművek lajstromjelezéséhez a J7 prefixet használják.